# 미분 등급 대수
호몰로지 대수학에서 미분 등급 대수(微分等級代數, 영어: differential graded algebra, 약자 DGA)는 곱 규칙을 만족시키는 공경계 연산이 주어진 공사슬 복합체이다. 미분 대수의 개념의 일반화이다.

## 정의
가환환 {\displaystyle K}가 주어졌다고 하자.

### 추상적 정의
음이 아닌 차수 공사슬 복합체의 아벨 범주 {\displaystyle \operatorname {Ch} ^{\geq 0}(\operatorname {Mod} _{K})}를 생각하자. 이는 텐서곱에 대하여 대칭 모노이드 범주를 이루며, 따라서 모노이드 대상과 가환 모노이드 대상을 정의할 수 있다.
미분 등급 대수는 {\displaystyle \operatorname {Ch} ^{\geq 0}(\operatorname {Mod} _{K})}의 모노이드 대상이다. 가환 미분 등급 대수(可換微分等級代數, 영어: commutative differential graded algebra, CDGA)는 {\displaystyle \operatorname {Ch} ^{\geq 0}(\operatorname {Mod} _{K})}의 가환 모노이드 대상이다. 이들의 범주를 각각 {\displaystyle \operatorname {DGA} _{K}^{\geq 0}} 및 {\displaystyle \operatorname {CDGA} _{K}^{\geq 0}}이라고 표기하자.
음이 아닌 차수의 공사슬 복합체 대신, 모든 정수 차수의 공사슬 복합체를 사용할 수도 있다. 이들을 사용하여 얻는 범주를 각각 {\displaystyle \operatorname {DGA} _{K}^{\mathbb {Z} }} 및 {\displaystyle \operatorname {CDGA} _{K}^{\mathbb {Z} }}라고 표기하자.

### 구체적 정의
{\displaystyle K}에 대한 미분 등급 대수 {\displaystyle (A,\mathrm {d} )}는 다음과 같은 데이터로 구성된다.
- {\displaystyle \textstyle A=\bigoplus _{i\in \mathbb {N} }A_{i}}는 결합 {\displaystyle K}-등급 대수이다.
- {\displaystyle d\colon A_{i}\to A_{i+1}}는 등급이 1인 {\displaystyle K}-선형 변환이다.

이는 다음 공리들을 만족시켜야 한다.
- (멱영성) {\displaystyle \mathrm {d} ^{2}=0}. 즉, {\displaystyle (A,\mathrm {d} )}는 공사슬 복합체이다.
- (곱 규칙) 모든 동차 원소 {\displaystyle a,b\in A}에 대하여, {\displaystyle \mathrm {d} (ab)=(\mathrm {d} a)b+(-1)^{\deg a}a(\mathrm {d} b)}

{\displaystyle K}에 대한 가환 미분 등급 대수는 (자연수 등급의) 미분 등급 대수 가운데, {\displaystyle (-)^{\deg }}에 대한 등급 교환 법칙을 따르는 것이다. 즉,
{\displaystyle ab=(-1)^{\deg a\deg b}ba}
이다.

## 연산

### 직접곱
가환환 {\displaystyle K} 위의 (유한 개 또는 무한 개의) 미분 등급 대수들의 족 {\displaystyle (A^{(i)})_{i\in I}}이 주어졌을 때, 이들의 곱집합
{\displaystyle A_{n}=\prod _{i\in I}A_{n}^{(i)}}
{\displaystyle A=\bigoplus _{n\in \mathbb {N} }A_{n}}
은 미분 등급 대수를 이룬다.

### 몫
가환환 {\displaystyle K} 위의 미분 등급 대수 {\displaystyle A}의 미분 등급 아이디얼(微分等級ideal, 영어: differential graded ideal) {\displaystyle {\mathfrak {a}}\subseteq A}는 다음 세 조건들을 모두 만족시키는 부분 집합이다.
- {\displaystyle A}의 양쪽 아이디얼이다.
- 등급 벡터 공간이다. 즉, 임의의 {\displaystyle a\in {\mathfrak {a}}}에 대하여, {\displaystyle \textstyle a=\sum _{i}a_{i}}, {\displaystyle a_{i}\in A_{i}}라면, 모든 {\displaystyle i\in \mathbb {N} }에 대하여 {\displaystyle a_{i}\in {\mathfrak {a}}}이다.
- 공사슬 복합체이다. 즉, 임의의 {\displaystyle a\in {\mathfrak {a}}}에 대하여, {\displaystyle \mathrm {d} a\in {\mathfrak {a}}}이다.

미분 등급 아이디얼 {\displaystyle {\mathfrak {a}}}가 주어졌을 때, 몫 미분 등급 대수(영어: quotient differential graded algebra) {\displaystyle A/{\mathfrak {a}}}를 정의할 수 있다. 반대로, 임의의 미분 등급 대수의 준동형 {\displaystyle A\to B}의 핵은 미분 등급 아이디얼을 이룬다.

### 코호몰로지
미분 등급 대수의 코호몰로지 {\displaystyle \operatorname {H} ^{\bullet }(A,\mathrm {d} )}는 {\displaystyle \mathrm {d} =0}인 미분 등급 대수를 이룬다. 모든 미분 등급 대수는 스스로의 코호몰로지로 가는 미분 등급 대수 준동형
{\displaystyle [-]_{A}\colon A\to \operatorname {H} (A)}
을 갖는다.
또한, 임의의 미분 등급 대수 준동형 {\displaystyle f\colon A\to B}은 그 코호몰로지의 미분 등급 대수 준동형
{\displaystyle f_{*}\colon \operatorname {H} (A)\to \operatorname {H} (B)}
을 유도한다.
만약 미분 등급 대수 준동형 {\displaystyle f}에 대하여, {\displaystyle f_{*}}가 동형 사상이라면, {\displaystyle f}를 유사동형(類似同型, 영어: quasi-isomorphism)이라고 한다.
(이름과 달리, 두 미분 등급 대수 사이의 유사동형의 존재는 동치 관계를 이루지 않으며, 동치 관계를 얻기 위해서는 이들을 포함하는 가장 작은 동치 관계를 취해야 한다. 구체적으로, 이는 유사동형들의 지그재그가 된다.)
만약 {\displaystyle [-]_{A}\colon A\to \operatorname {H} (A)}가 유사동형이라면, {\displaystyle A}를 형식적 미분 등급 대수(形式的微分等級代數, 영어: formal differential graded algebra)라고 한다. 형식성은 유사동형에 대하여 불변이다.

## 성질
표수 0인 체 {\displaystyle K} 위에서, 다음과 같은 범주들을 생각하자.
- 자연수 등급의 가환 미분 등급 대수의 범주 {\displaystyle \operatorname {CDGA} _{K}^{\geq 0}}
- 자연수 등급의 미분 등급 대수의 범주 {\displaystyle \operatorname {DGA} _{K}^{\geq 0}}
- 정수 등급의 가환 미분 등급 대수의 범주 {\displaystyle \operatorname {CDGA} _{K}^{\mathbb {Z} }}
- 정수 등급의 미분 등급 대수의 범주 {\displaystyle \operatorname {DGA} _{K}^{\mathbb {Z} }}

{\displaystyle \operatorname {CDGA} _{K}^{\geq 0}} 및 {\displaystyle \operatorname {DGA} _{K}^{\geq 0}} 위에는 다음과 같은 모형 범주 구조를 줄 수 있다.
- 약한 동치는 유사동형이다.
- 올뭉치는 각 차수마다 전사 함수인 준동형이다.
  - 모든 대상이 올대상이다.
- 쌍대올뭉치는 상대 설리번 대수의 왼쪽 역사상이다.
  - 쌍대올대상은 설리번 대수이다. 이들은 항상 가환 대수이다.

{\displaystyle \operatorname {DGA} _{K}^{\geq 0}}의 경우, 망각 함자 {\displaystyle \operatorname {CDGA} _{K}^{\geq 0}\to \operatorname {DGA} _{K}^{\geq 0}}는 왼쪽 수반 함자를 가지며, 이는 퀼런 수반 함자를 이룬다.
{\displaystyle \operatorname {CDGA} _{K}^{\mathbb {Z} }}의 경우, 다음과 같은 모형 구조를 줄 수 있다.
- 약한 동치는 유사동형이다.
- 올뭉치는 각 차수마다 전사 함수인 준동형이다.
  - 모든 대상이 올대상이다.
- 쌍대올뭉치는 약한 동치와 올뭉치로서 결정된다.

만약 {\displaystyle K}가 표수 0이 아닐 경우, 위와 같은 정의들은 모형 범주 구조를 정의하지 못한다.

## 예
매끄러운 다양체 {\displaystyle M} 위의 미분 형식 {\displaystyle \Omega ^{\bullet }(M)}은 가환 미분 등급 대수를 이룬다. 이 경우, {\displaystyle \mathrm {d} }는 외미분이고, 대수 연산은 쐐기곱이다.
위상 공간 {\displaystyle X}의 특이 코호몰로지 환 {\displaystyle \operatorname {H} ^{\bullet }(X)}은 가환 미분 등급 대수를 이룬다. 이 경우 {\displaystyle \mathrm {d} }는 복시테인 준동형이며, 연산은 코호몰로지류의 컵곱이다.
리 대수의 코쥘 복합체나 기저가 주어진 벡터 공간 {\displaystyle V}의 텐서 대수 {\displaystyle \operatorname {T} ^{\bullet }(V)} 역시 미분 등급 대수의 구조를 줄 수 있다.

## 같이 보기
- A∞-대수
- 미분 등급 리 대수